# Adolf Latzel
Adolf Adam Latzel (16. ledna 1840 Skorošice – 13. září 1891 Javorník) byl rakouský politik německé národnosti ze Slezska, v 2. polovině 19. století poslanec Říšské rady.

## Biografie
Měl četné zásluhy o rozvoj rolnického stavu v západním Slezsku. Byl poslancem Slezského zemského sněmu, na který byl zvolen například roku 1878. Na sněmu zastupoval velkostatkářskou kurii. Zemským poslancem byl od IX. do XXVII. zasedání sněmu (do roku 1889).
Byl rovněž poslancem Říšské rady (celostátního parlamentu), kam usedl v prvních přímých volbách roku 1873 za kurii velkostatkářskou ve Slezsku. Rezignace byla oznámena na schůzi 22. října 1878. V roce 1873 se uvádí jako statkář, bytem Domsdorf (Tomíkovice).Zastupoval Stranu ústavověrného velkostatku, která byla provídeňsky a centralisticky orientována.
Zemřel v září 1891 po delší nemoci. Bylo mu 52 let.